# Enrico Francisci
Enrico Francisci (Montemurlo, 1884 – Campobello di Licata, 11 luglio 1943) è stato un generale italiano.
Luogotenente generale della Milizia in Sicilia, cadde in combattimento durante lo sbarco alleato, ricevendo la medaglia d'oro al valor militare.

## Biografia
Militare di carriera come sottotenente nell'83º Reggimento fanteria "Venezia" prese parte alla guerra libica e poi alla prima guerra mondiale, dove raggiunse il grado di maggiore di fanteria. Ottenne una medaglia d'argento al valor militare, tre medaglie di bronzo, tre croci di guerra al Valore e una croce al Merito di Guerra.
Fu promosso poi tenente colonnello e in Libia fu addetto al Governatorato.
Aderì al fascismo già dal 1920 e dopo la marcia su Roma passò dal Regio esercito alla Milizia Volontaria Sicurezza Nazionale con il grado di console e fu al comando della 62ª Legione "Isonzo" a Gorizia e poi della 90ª Legione a Pisa.
Nella campagna d'Africa orientale del 1935/36 comandò la 135ª Legione Camicie Nere "Indomita" della 1ª Divisione CC.NN. "23 marzo", dove ottenne la medaglia d'argento al valor militare.
Nominato console generale, prese parte alla guerra civile spagnola nel Corpo Truppe Volontarie al comando del "Raggruppamento CC.NN. 23 Marzo", e nel settembre 1937 prese parte alla battaglia di Santander venendo promosso per meriti di guerra. Nel 1939 fu collocato a riposo per limiti d'età.
Con lo scoppio della seconda guerra mondiale rientrò per la campagna di Russia nella MVSN, che lo inviò, col grado di luogotenente generale, al comando dell'unità divisionale Raggruppamento CC.NN. "23 Marzo"; tale Raggruppamento, articolato in due Gruppi di Battaglioni ( "Valle Scrivia" e "Leonessa" per complessivi sei battaglioni), giunse in Russia a metà del mese di luglio del 1942, dove prese parte nel settembre alle battaglie sulla riva destra del Don, finché, a seguito di una ferita fu sostituito dal Luogotenente generale Gino Martinesi.
Rientrato in Italia nel novembre 1942, divenne Ispettore generale della MVSN del Comando forze armate della Sicilia.

### La morte in combattimento
Il 10 luglio 1943 durante lo sbarco Alleato in Sicilia fu incaricato, dal generale
Alfredo Guzzoni, comandante delle truppe dell'Asse, di coordinare il contrattacco contro gli alleati sbarcati a Licata, perché “gli garantiva capacità di comando e affidamento di azione energica e avveduta”. All'alba dell'11 luglio, Francisci con abile manovra tattica guidò il contrattacco italo-tedesco, con il 177º bersaglieri e il 161º gruppo semovente, contro gli americani della 7ª Armata (generale George Smith Patton), che furono costretti a indietreggiare fino ai mezzi da sbarco.
Nei pressi della stazione di Favarotta fu colpito da una granata di un carro mentre era sopra un semovente. Il suo corpo fu ritrovato il giorno dopo, decapitato sul campo di battaglia.
Gli alleati si accorsero con lui che "non tutte le forze italiane avevano perso la voglia di lottare"

La figlia Fernanda aveva sposato poco prima Enzo Savorgnan di Montaspro.
Nel 1943 gli fu conferita la medaglia d'oro al valor militare alla memoria.
Il suo corpo riposa oggi al sacrario militare dei caduti di Enna nella ex chiesa di Santa Chiara.